# Előrehozott választás
Az előrehozott választás olyan választás, amely az előre meghatározottnál hamarabb véget vet egy testület, például egy törvényhozás, vagy egy választott tisztviselő mandátumának. Általában olyan időpontban tartott választásra utal egy parlamenti rendszerben, amikor a törvény vagy a szokásjog alapján még nem kellene sor kerülnie rá. Az szokta kezdeményezni, aki helyzeti előnyre tehet szert a korábbi választással, vagy azért, hogy a választás valamilyen fontos kérdésben foglaljon állást.
Az előrehozott választást politikusok kezdeményezik, nem a szavazók, és ebben különbözik egy visszahívó népszavazástól. Az előrehozott választáson teljes ciklusra választanak képviselőket, eltérően az időközi választástól, ahol az elnyert mandátum csak a folyamatban lévő ciklus hátralévőre részére érvényes.
Mivel előrehozott választást általában a hatalmon lévők kezdeményezhetnek, gyakran vezet nagyobb többséghez a kormány számára. (Bár van olyan is, hogy a további népszerűségvesztés megelőzése a választás kiírásának a célja.) De a választás előrehozása rosszul is elsülhet a kormány számára.
A parlamentáris rendszerekben a miniszterelnöknek általában nincs joga előrehozott választást kiírni, ezt az államfőtől kell kérnie. A legtöbb országban az a szokás, hogy az ilyen kérésbe az államfő beleegyezik.

## Országonként

### Ausztrália
Ausztráliában háromféle út vezet korai választáshoz:
- Az ausztrál képviselőház ciklusa legfeljebb három év. A választás után akár több hónap is eltelhet, míg a kamara összeül. A választás bejelentése és megtartása közt legalább 33 napos kampányidőszak van. A házat a főkormányzó oszlathatja fel a miniszterelnök javaslatára.
- Háromévenként minden júliusban választást tartanak, hogy megválasszák a Szenátus tagjainak felét (leszámítva az autonóm terüleket képviselő négy szenátort). A mandátumuk lejárta előtti legfeljebb egy évben kell megtartani a választást, a kormány meghatározta időpontban. A hagyomány szerint a két parlamenti kamara választásait ugyanazon a napon tartják. Ha az előző szenátusi választásra a csere időpontjához közel került sor, a következő jöhet jóval korábban.
- A dupla feloszlatás arra lehet megoldás, ha a két kamara konfliktusba keveredik. Ilyenkor mindkét ház teljes tagságát újraválasztják. Ez a lehetőség akkor aktiválódik, ha a Képviselőház eg törvényét kétszer visszautasítja a Szenátus bizonyos körülmények között. A dupla feloszlatás utáni választást követően a harmadik június 30-án jár le a szenátorok egyik felének a mandátuma, a többieké pedig három évvel később. A Képviselőház új hároméves ciklust kezd.

Példák Ausztráliában:
- Az 1963-as választás. Robert Menzies liberális miniszterelnök azért kért előrehozott képviselőházi választást, mert kétfős többségével csak küszködve tudott kormányozni. Sikeres akció volt, mert tízzel több mandátumhoz jutott. A választás előrehozásának következményeképp a képviselőházi és szenátusi választások nem voltak szinkronban 1974-ig.
- Az 1974-es választás. A dupla feloszlatás arra a kérdésre kereste a választ, hajlandók-e az ausztrál választók támogatni Gough Whitlam munkáspárti miniszterelnök reformjait. Whitlam egy és féléves kormányzása során a Szenátusban patthelyzet alakult ki: Billy Snedden, az ellenzék vezére bejelentette, hogy a Gair-úgy miatt az ellenzék blokkolni fogja a kormány kiadási javaslatait. A választáson csökkent a Whitlam-kormány képviselőházi többsége, a Szenátusban azonban erősebb lett, ha a többséget nem is szerezte meg. Ez lehetővé tette, hogy a két ház együttes ülésén hat reformtörvényt fogadjanak el.
- Az 1975-ös választás. Az 1975-ös ausztrál alkotmányos válság során John Kerr vitatott körülmények közt menesztette a Whitlam-kormányt, és Malcolm Fraser ellenzéki vezért nevezte ki miniszterelnöknek. A Munkáspárt abban reménykedett, hogy a vitatott menesztés választási győzelemhez segíti őket, az új kormánykoalíció ugyanakkor azzal vádolta őket, hogy kormányzásuk következtében rossz állapotba került a gazdaság. Végük a koalíció rekor győzelmet aratott: Képviselőházban 91 mandátumot szerzett, szemben a Munkáspárt 36 mandátumával, és a Szenátusban is jelentős többséghez jutott.
- Az 1983-as választás. Hét hónappal a szövetségi választás esedékessége előtt Malcolm Fraser úgy döntött, érdemes lehet előrehozni a választást, felbátorodva azon, hogy Liberális Pártja 1982-ben annak ellenére aratott győzelmet, hogy a vereségét jósolták. Ki akarta használni a Munkáspárton belül támadt feszültségeket is. Csakhogy pont azon a napon, amikor kérte a parlament feloszlatását, a népszerű Bob Hawke szerezte meg a Munkáspárt vezetői posztját. A vége az lett, hogy a Munkáspárt az 1949 óta legnagyobb vereséget mérte a kormányra.
- Az 1984-es választást 18 hónappal idő előtt tartották, dupla feloszlatást követően, abból a célból, hogy ismét egyidőbe hozzák a képviselőházi és a szenátusi választást, miután az 1983-as választás megbontotta a szinkront. A várakozás a Hawke-kormány sima újraválasztása volt. A kormány többsége azonban csökkent (bár a Képviselőház létszámának 125-ről 148-ra emelése ezt elfedte), miután a kivételesen hosszú, 10 hetes választási kampányban zűrzavar keletkezett a szavazólapok körül, és Andrew Peacock liberális pártvezető jól kampányolt.
- Az 1998. október 3-án tartott választásra hat hónappal az alkotmány megkövetelte időpont előtt került sor. A választási kampányban szinte teljesen az újonnan bevezetett áru-és szolgáltatásadó (Goods and Services Tax, rövidítve GST) domináét, illetve az indítványozott személyi jövedelemadó csökkentések.
- 2010-ben augusztus 21-én tartottak előrehozott választást. Julia Gillard azt várta a választástül, hogy megerősíti miniszterelnöki mandátumát, amit Kevin Ruddtól szerzett, választások nélkül. A választás többség nélküli parlamentet eredményezett, a Munkáspárt azonban végül a függetlenekkel való tárgyalások révén mégis biztosítani tudta a többséget.

### Csehország
Csehországban 2013. október 25-én és 26-án tartottak előrehozott választást, hét hónappal a parlament képviselőházának négyéves ciklusának letelte előtt. Petr Nečas (Polgári Demokrata Párt, ODS) kormánya 2013. június 17-én egy korrupciós és vesztegetési botrány miatt lemondani kényszerült. A köztársasági elnök ügyvezető kormányt nevezett ki Jiří Rusnok vezetésével, de ez augusztus 7-én elvesztett egy bizalmi szavazást és hat nappal később lemondott. A képviselőház augusztus 20-án feloszlatta magát, és kérte a választások kiírását hatvan napon belül. Az elnök augusztus 28-án a hozzájárulását adta, és kitűzte az időpontot. A választást az addig ellenzéki Cseh Szociáldemokrata Párt nyerte, és másodikként egy akkor új párt, az ANO 2011végzett.

### Dánia
Dániában négyévente tartanak parlamenti választásokat, de a miniszterelnök bármikor korai választásokat kezdeményezhet, miután az adott parlamentet legalább egyszer már összehívták 
(dán alkotmány 32. cikkely, 2. bekezdés). Ha a kormány elveszti a többségét a Folketingben, ez nem feltétlenül vezet bizalmatlansági szavazáshoz, de vezethet. Ha ezt elveszti, akkor új választásokat kell kiírni. Dániában sűrűn volt kisebbségi kormány, amely külső támogatással biztosított többséget. A külső támogató ilyenkor megteheti, hogy egy-egy törvényhez nem adja a szavazatát, de nem kívénja elérni a kormány távozását.
Az 1970-es és 1980-as években sok dán parlament mandátuma lett rövid. Poul Schlüter miniszterelnök több kisebbségi kormányt is vezetett, és előrehozott választásokat kezdeményezett 1984-ben, 1987-ben, 1988-ban, 1990-ben. Elődei ezt tették 1971-ben, 1973-ban, 1975-ben. 1977-ben, 1979-ben és 1981-ben. Több, mint negyven évig egyetlen dán parlament se töltött ki teljes négyéves mandátumát.
2007-ben Anders Fogh Rasmussen október 24-re jelentett be választást, jóval a négyéves ciklus lejárta (2009. február 8.) előtt, Ezt azzal indokolta, hogy a parlament fontos ügyek megtárgyalása előtt áll, amelyektől nem szabad, hogy a választás elvonja a figyelmet.

### Franciaország
A francia Ötödik Köztársaság ötéves ciklusra választják a Nemzetgyűlés, de az elnöknek joga van feloszlatni a Nemzetgyűlést, ha a megelőző 12 hónapban még nem oszlatták fel. 2002-ben szinkronba hozták a parlament és az elnök ciklusát, ami jelentősen csökkentette a kohabitáció veszélyét. Azóta nem hoztak előre választást.
- 1997-ben egy évvel előrehozott választást tartottak, amelyet Jacques Chirac elnök kezdeményezett, arra számítva, hogy ez váratlanul éri a baloldali pártokat. Csakhogy részben Alain Juppé miniszterelnök népszerűtlensége miatt, a baloldal tudott kormányt alakítani a választás után, és ezzel megkezdődött a modern francia történelem leghosszabb kohabitációs időszaka. Ez volt az egyetlen alkalom, hogy francia elnök elvesztett olyan választást, amit maga kezdeményezett.
- Miután 1988-ban François Mitterrand nyerte meg az elnökválasztást, előrehozott parlamenti választást tartottak, hogy nemzetgyűlési többséget teremtsenek az elnöknek. Erre koalíciós kormány alakult. Hasonlóan előrehozott választásra került sor Mitterand első elnökké választása után, 1981-ben is.

### Kanada
Kanadában az előrehozott választás a szövetségi szinten nem ritka. Jean Chrétien például tízéves miniszterelnöksége alatt kétszer is kezdeményezett előrehozott választást a főkormányzónál, 1997-ben és 2000-ben, mindkettőt meg is tartották és meg is nyerte. Wilfrid Laurier ésJohn Turner viszont olyan előrehozott választáson vesztette el a miniszterelnöki posztot – 1911-ben, illetve 1984-ben -, amelyet maguk kezdeményeztek. A legnevezetesebb előrehozott választásra 1958-ban került sor. John Diefenbaker mindössze kilenc hónappal a választás után kezdeményezett új választást, hogy megerősítse kisebbségi kormányát. Nyert, és az új választás Kanada addigi történetének legnagyobb kormánytöbbségét eredményezte.
1990-ben Ontario tartományban tartottak előrehozott választást, amikor David Peterson tartományi miniszterelnök még csak három évet töltött le ciklusából. Peterson ekkor 54 százalékos támogatottságnál állt a közvéleménykutatásokban, ami fénykoránál alacsonyabb volt, de jóval az ellenzéki vezetőké felett. A választás előrehozása mégis visszaütött, mert sokan az arrogancia jeleként tekintettek rá, illetve kísérletként újabb mandátum megszerzésére egy valószínűnek tartott recesszió előtt. Bob Rae Ontariói Új Demokratikus Pártja addig nem látott nagyságú kormánytöbbséghez jutott a választáson és Peterson még a saját parlamenti mandátumot is elvesztette egy újonc ellenzéki jelölttel szemben. Hasonlóan fordultak a dolgok Alberta tartományban 2015-ben. Jim Prentice, a kormányzó Progresszív Konzervatív Párt miniszterelnöke kérte az előrehozott választást. A tartomány gazdasági recesszióba lépett, és Prentice költségvetése sem a bal-, sem a jobboldal tetszését nem nyerte el. A választáson az Albertai Új Demokratikus Párt szerzett többséget, és véget vetett a 44 éves progresszív konzervatív tartományi kormányzásnak.

### Magyarország
A Horthy-korszakban a választásokat szabályozó 1922-es választási rendelet, az 1925-ös és 1938-as választási törvények a törvényhozási ciklus hosszát öt évben állapították meg. Horthy Miklós kormányzó azonban továbbvitte a dualista hagyományt és a kormánnyal egyeztetve minden esetben előrehozott választást írt ki.
| Parlament megválasztása      | Alakuló ülés      | Politikai ciklus elvi hossza | Választás várható dátuma | Választás tényleges dátuma   | Előrehozott választás oka                                                             | Következő parlament megalakulása | Ciklus tényleges hossza |
| ---------------------------- | ----------------- | ---------------------------- | ------------------------ | ---------------------------- | ------------------------------------------------------------------------------------- | -------------------------------- | ----------------------- |
| 1920. január 25-26.          | 1920. február 16. | 2 év                         | 1922. január             | 1922. május 28-június 15.    |                                                                                       | 1922. június 16.                 | 2 év 4 hónap            |
| 1922. május 28-június 15.    | 1922. június 16.  | 5 év                         | 1927. május-június       | 1926. december 8-18.         | 1920. évi I. törvény 13.§ (a kormányzó a parlamentet feloszlatta: 1926. november 16.) | 1927. január 25.                 | 4 év, 6 hónap, 10 nap   |
| 1926. december 8-18.         | 1927. január 25.  | 5 év                         | 1932. január             | 1931. június 28-30           | 1920. évi I. törvény 13.§ (a kormányzó a parlamentet feloszlatta: 1931. június 6.)    | 1931. július 21.                 | 4 év, 5 hónap, 26 nap   |
| 1931. június 28-30           | 1931. július 21.  | 5 év                         | 1936. július             | 1935. március 31 – április 4 | 1920. évi I. törvény 13.§ (a kormányzó a parlamentet feloszlatta: 1935. március 2.)   | 1935. április 29.                | 3 év, 9 hónap, 8 nap    |
| 1935. március 31 – április 4 | 1935. április 29. | 5 év                         | 1940. március-április    | 1939. május 25-26            | 1920. évi I. törvény 13.§ (a kormányzó a parlamentet feloszlatta: 1939. május 4.)     | 1939. június 12.                 | 4 év, 1 hónap, 13 nap   |

A második világháború után két előrehozott választás is lezajlott Magyarországon. Az 1945. évi VIII. törvénycikk a politikai ciklus hosszát négy évben szabta meg. Ezt sem az 1945-ben megalakult, sem az 1947-ben megválasztott parlamentnek nem sikerült kitöltenie.
| Parlament megválasztása | Alakuló ülés         | Politikai ciklus elvi hossza | Választás várható dátuma | Választás tényleges dátuma | Előrehozott választás oka                                                              | Következő parlament megalakulása | Ciklus tényleges hossza |
| ----------------------- | -------------------- | ---------------------------- | ------------------------ | -------------------------- | -------------------------------------------------------------------------------------- | -------------------------------- | ----------------------- |
| 1945. november 4.       | 1945. november 15.   | 4 év                         | 1949. november           | 1947. augusztus 31.        | 1946. évi I. törvény 10.§ (a közt. elnök a parlamentet feloszlatta: 1947. július 25.)  | 1947. szeptember 15.             | 1 év 9 hónap            |
| 1947. augusztus 31.     | 1947. szeptember 15. | 4 év                         | 1951. szeptember         | 1949. május 15.            | 1946. évi I. törvény 10.§ (a közt. elnök a parlamentet feloszlatta: 1949. április 12.) | 1949. június 8.                  | 1 év 8 hónap            |

Az 1990-es rendszerváltás után Magyarországon nem volt szükség előrehozott választás kiírására. A 2011-es Alaptörvény 3. cikke foglalkozik az előrehozott választással. Eszerint előrehozott választás tartandó az Országgyűlés feloszlása vagy feloszlatása esetén:
- Ha Országgyűlés kimondja önmaga feloszlását. (Az Országgyűlés önfeloszlatásához a képviselők egyszerű többsége szükséges.) Ebben az esetben a köztársasági elnök a feloszlástól számított 90 napon belülre új választást tűz ki.
- Ha az Országgyűlés a Kormány megbízatásának megszűnte után a köztársasági elnök által megjelölt személyt 40 napon belül nem választja meg miniszterelnöknek, akkor a köztársasági elnök az Országgyűlést feloszlathatja. Az előrehozott választást a feloszlatás tényének bejelentésével egy időben ki kell tűznie.
- Ha az Országgyűlés az év március 31-ig nem fogadja el az ország adott évre szóló költségvetési törvényét, akkor a köztársasági elnök az Országgyűlést feloszlathatja. Az előrehozott választást a feloszlatás tényének bejelentésével egy időben ki kell tűznie.

### Németország
Németországban a választások az adott Bundestag első ülésétől számított 46-48 hónapon belül esedékesek. Az elnök előbb is feloszlathatja a kamarát ha a kormány elveszít egy bizalmi szavazást (a kancellár kérésére), vagy ha nem sikerül többségi kormányt létrehozni.
- 1972-ben Willy Brandt kancellárnak előrehozott választáson sikerült visszaállítania parlamenti többségét. Az 1969-es választáson Brandt koalíciója, az SPD és az FDP csak szűk, 20-mandátumos többséget szerzett. A kormány Ostpolitik néven ismertté vált külpolitikája – főképp az Odera-Neisse vonal elismerése – miatt azonban számos képviselője átigazolt a CDU/CSU-s ellenzékbe, és a kormány elvesztette a többségét. 1972-ben sikerült visszanyernie és megerősítenie.
- Az 1983-as előrehozott választásra azután került sor, hogy 1982-ben megbukott Helmut Schmidt kormánya, mivel szövetségese, az FDP elhagyta és az uniópártokhoz pártolt. Az új kancellárnak, Helmut Kohlnak megvolt a parlamenti többsége, mégis előrehozott választásokat akart, hogy explicit mandátumot szerezzen a kormányzáshoz. Hogy ezt elérje, szándékosan elvesztett egy bizalmi szavazást, miután megkérte a koalíció képviselőit, hogy tartózkodjanak. Ebből az önmegbuktatásból nagy vita lett és az Alkotmánybíróságon is megtámadták, de hiába. Az ezt követő választást Kohl koalíciója úgy nyerte meg, hogy mindössze egyetlen mandátumot veszített.
- A 2005-ös előrehozott választásra úgy került sor, hogy Gerhard Schröder kancellár szándékosan elvesztett egy bizalmi szavazást, miután a pártja sorozatos vereséget szenvedett a tartományi választásokon. A 2005-ös észak-rajna-vesztfáliai választás után az ellenzék nagy többségre tett szert a parlamenti felsőházban, a Bundesratban. Az előrehozott választás a Baloldali Párt megerősödése következtében patthelyzetet eredményezett. Ezt úgy oldották fel, hogy az SPD és a CDU/CSU nagykoalíciót hozott létre. Schröder elvesztette a kancellári széket, mert az SPD kis hátránnyal másodikként végzett a választáson.

## Fordítás
Ez a szócikk részben vagy egészben  a   Snap election című angol Wikipédia-szócikk ezen változatának fordításán alapul.  Az eredeti cikk szerkesztőit annak laptörténete sorolja fel. Ez a jelzés csupán a megfogalmazás eredetét és a szerzői jogokat jelzi, nem szolgál a cikkben szereplő információk forrásmegjelöléseként.